# Bataille de la Nagara-gawa
Ne pas confondre avec Bataille de la Sunomata-gawa
La bataille de la Nagara-gawa (長良川の戦い, Nagara-gawa no tatakai) se déroule sur les berges de la Nagara-gawa dans la province japonaise de Mino en avril 1556. Le site de la bataille correspond à l'actuelle ville de Gifu dans la préfecture de Gifu. La bataille oppose Saitō Dōsan et son fils, Saitō Yoshitatsu, à l'origine d'un coup d'État.

## Contexte
En 1542, Dōsan devient le représentant du clan Toki et dirige la province de Mino en tant que tel. Il prévoit d'abord de transmettre son pouvoir à Yoshitatsu, mais, en 1555, envisage le transmettre à un autre de ses fils, Kiheiji (喜平次).

## La bataille
Yoshitatsu, qui réside à l'époque au château de Sagiyama, entend parler des plans de son père et, en 1556, tue ses deux frères dans la résidence familiale située sur le mont Inaba, ce qui déclenche une guerre intrafamiliale. Yoshitatsu obtient le soutien d'une grande partie des soldats de la famille, dont le nombre se monte à environ 17 500 hommes. Dōsan, de son côté, ne peut rassembler qu'à peu près 2 700 soldats.
Yoshitatsu remporte facilement la bataille qui se termine par la mort de Dōsan. Oda Nobunaga, gendre de Dōsan, lui envoie des troupes en renfort mais elles n'atteignent pas le site de la bataille à temps pour être en mesure de lui offrir une quelconque aide.

## Source de la traduction
- (en) Cet article est partiellement ou en totalité issu de l’article de Wikipédia en anglais intitulé « Battle of Nagara-gawa » (voir la liste des auteurs).